# الجالية السعودية في بريطانيا
الجالية السعودية في بريطانيا هم المواطنين السعوديين المقيمين في بريطانيا بصفة دائمة أو مؤقتة، أغلبهم من أجل الدراسة و بعضهم من أجل العمل و هناك من يقيم في بريطانيا لأسباب سياسية . و أشهرهم الطبيب والمعارض السعودي سعد الفقيه وإستاذ الفيزياء النووية المعارض محمد المسعري و الطيار السابق في سلاح الجو الملكي السعودي المعارض يحيى العسيري ، ويقدر الجالية السعودية في بريطانيا بـ 15000 